# Rrethinat
Rrethinat is een plaats en voormalige gemeente in de stad (bashkia) Shkodër in de prefectuur Shkodër in Albanië. Sinds de gemeentelijke herindeling van 2015 doet Rrethinat dienst als deelgemeente en is het een bestuurseenheid zonder verdere bestuurlijke bevoegdheden. De plaats telde bij de census van 2011 21.199 inwoners.

## Bevolking
In de volkstelling van 2011 telde de (voormalige) gemeente Rrethinat 21.199 inwoners, een stijging ten opzichte van 15.361 inwoners op 1 april 2001.